# 高橋喜久夫
高橋 喜久夫（たかはし きくお、1906年〈明治39年〉11月12日 - 1965年〈昭和40年〉7月19日）は、日本の医師、医学者、教育者。徳島大学医学部教授、日本胸部外科学会第18回会長、日本外科学会評議員。国民病と呼ばれた結核患者の手術を通じて、日本の胸部外科学の草分け的存在となった。

## 経歴
神戸市出身。1954年10月、徳島大学医学部発足と同時に九州大学医学部助教授から赴任。11月に第二外科（現胸部・内分泌・腫瘍外科）の教授に就任して、当時、呼吸器外科学の主流であった肺結核手術の権威となった。同年に日本胸部外科学会に学会長に就任するも、胃と肝臓病のため体調が悪化。1962年9月17日、徳島市で行われた肺ガン研究会第2回中四国部会で「ガンは中年や老人ばかりでなく10代でもかかる」という報告が取り上げられる。1965年7月19日、徳島市の自宅にて死去、享年58歳。同月30日、徳島大学で医学部葬が行われる。